# Correzzana
Correzzana (Curesciàna in dialetto brianzolo) è un comune italiano di 3 242 abitanti della provincia di Monza e della Brianza in Lombardia. 
Comune tra i più piccoli della Provincia si trova nel verde della campagna brianzola e negli ultimi anni ha visto un incremento demografico importante a fronte di un trasferimento di persone sia dai comuni limitrofi che dalle città di Milano e Monza oltre che personaggi famosi.
È da considerarsi come il primo comune dell'area brianzola denominata Vimercatese.
Si trova tra i comuni di Lesmo a sud, Besana in Brianza a nord Triuggio a ovest ed il primo comune della Provincia di Lecco ovvero Casatenovo a est.
Il territorio comunale accoglie parte del Parco regionale della Valle del Lambro.

## Origini del nome
Potrebbe derivare il toponimo dal latino corrigia, da intendere come "striscia di terra".

## Storia
Non si hanno molte notizie sulla storia di questo borgo che, citato col nome di Corrozziana in un documento del XIII secolo, appartenne alla pieve di Agliate, di cui seguì le sorti, venendo pertanto sottoposto alla famiglia degli Albuzzi, i cui diritti feudali, dagli inizi del 1200, si estesero su tutti i possedimenti di tale pieve. Per il periodo delle signorie viscontea e sforzesca sul ducato di Milano mancano riferimenti ad eventuali investiture feudali concernenti questo territorio che, col feudo di Agliate, verso la metà del XVII secolo fu concesso ai Crivelli, i quali poco dopo ottennero da Filippo IV di Spagna il titolo di marchesi. 
Oltre agli Albuzzi e ai Crivelli, altre nobili famiglie hanno avuto un peso nelle vicende di questa comunità; si ricordano in particolare quelle degli Strazza, dei Pulici, dei Rosa, dei Nova, dei Rocca e dei Lamberti. 
Nel 1811, per volere di Napoleone, fu inserito nell'unione, con Montesiro e Tragasio.

### Simboli
Lo stemma e il gonfalone sono stati concessi con decreto del presidente della Repubblica del 19 gennaio 1976.
La mucca e i due galli rappresentano i numerosi allevamenti zootecnici e avicoli presenti sul territorio; le spighe di grano ricordano la presenza di vaste estensioni agricole destinate alla coltivazione di cereali.
Il gonfalone è un drappo troncato di bianco e di giallo.

## Monumenti e luoghi d'interesse

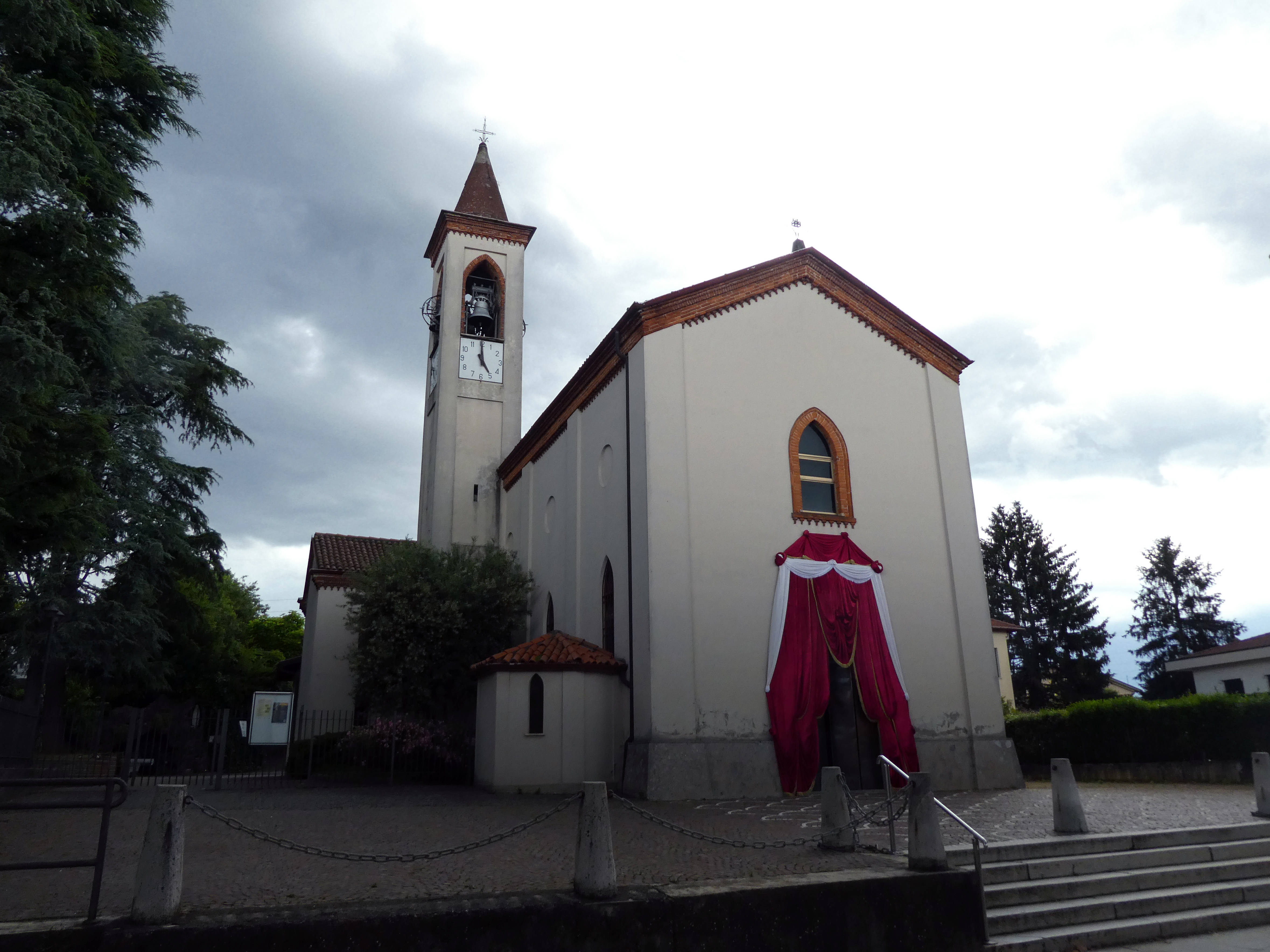
La chiesa di San Desiderio

Povera la presenza di monumenti, rilevabili tutt'al più, nelle vecchie cascine e caseggiati di corte, tra i quali possiamo annoverare:
- L'aggregato rurale di villa Allegranza, detto anche Cassott, con annessa una cappella votiva (restante su via Principale); Cascina e casa del Rancaello, Villa Enrichetta, poi Ita; Cascina Regondella e Villa Belpensiero, nella parte alta e a nord del paese.
- Chiesa di San Desiderio, parrocchiale
- Oratorio di Santa Maria del Rosario (oggi dismesso), Cascina Guzzafame, ospitante anche la vecchia sede municipale, Cascina Santa Eufemia, Cascina San Giuseppe, Villa Codazzi (fornita di "lanterna panoramica", come anche villa Enrichetta), il monumento dedicato ai Caduti.
- Cascina Coste e il cimitero comunale, nella parte più bassa del territorio comunale.

## Società

### Evoluzione demografica
- 151 nel 1751
- 180 nel 1805
- annessione a Tregasio nel 1809
- annessione a Monte nel 1811
- 339 nel 1853
- 392 nel 1859

A partire dagli anni Sessanta del XX secolo si è registrato un consistente incremento demografico, tuttora in atto, che ha portato la popolazione a raddoppiare, nel periodo compreso tra il 1991 e il 2021 soprattutto grazie alla costruzione di grandi edifici abitativi, praticamente tutti uguali, nella zona industriale di via Majorana che accolgono oltre 500 persone.
Abitanti censiti

### Lingue e dialetti
Oltre alla lingua italiana, a Correzzana è utilizzato il locale dialetto brianzolo, una variante della lingua lombarda.

### Etnie e minoranze straniere
Secondo i dati ISTAT, al 31 dicembre 2010 la popolazione straniera residente era di 135 persone, pari al 5,09% di tutti i residenti. Le nazionalità maggiormente rappresentate in base alla loro percentuale sul totale della popolazione residente erano:
| Pos. | Cittadinanza | Popolazione |
| ---- | ------------ | ----------- |
| 1    | Romania      | 41          |
| 2    | Marocco      | 10          |
| 3    | Regno Unito  | 9           |

## Amministrazione
| Periodo        | Periodo        | Primo cittadino    | Partito      | Carica  | Note |
| -------------- | -------------- | ------------------ | ------------ | ------- | ---- |
| 14 giugno 2004 | 7 giugno 2009  | Mario Corbetta     | Lista civica | Sindaco |      |
| 8 giugno 2009  | 24 maggio 2014 | Andrea Zanone Poma | centrodestra | Sindaco |      |
| 25 maggio 2014 | 27 maggio 2019 | Mario Corbetta     | Lista civica | Sindaco |      |
| 28 maggio 2019 | 09 giugno 2024 | Marco Beretta      | Lista civica | Sindaco |      |